# 壆圍公立學校
壆圍公立學校位於新界元朗新田壆圍村，為一所已經停止運作並完全荒廢的鄉村式學校，在回歸前已停辦。
這地方由於荒廢程度吸引很多人觀光拍攝，也是香港較著名的廢墟，當中在音樂室內的一部鋼琴更是該地方的特色之一。可乘坐76K前往。

## 設施
前壆圍公立學校位於新田壆圍鄉一個小山丘上，校舍樓高1至2層，內有辦公室及課室。